# Kambaniru
Kambaniru is een bestuurslaag in het regentschap Oost-Soemba van de provincie Oost-Nusa Tenggara, Indonesië. Kambaniru telt 6504 inwoners (volkstelling 2010).